# مارتن ستيفنز
مارتن ستيفنز (بالإنجليزية: Martin Stephens)‏ هو ممثل بريطاني، ولد في 19 يوليو 1948 في المملكة المتحدة.

## وصلات خارجية
- مارتن ستيفنز على موقع IMDb (الإنجليزية)
- مارتن ستيفنز على موقع الموسوعة البريطانية (الإنجليزية)
- مارتن ستيفنز على موقع ألو سيني (الفرنسية)
- مارتن ستيفنز على موقع أول موفي (الإنجليزية)
- مارتن ستيفنز على موقع قاعدة بيانات الأفلام السويدية (السويدية)
- مارتن ستيفنز على موقع قاعدة بيانات الفيلم (الإنجليزية)
- مارتن ستيفنز على موقع كينوبويسك (الروسية)